# Collado La Flecha
La Flecha es un collado del interior de la península ibérica, sierra de Guadarrama —perteneciente al sistema Central— y de las provincias españolas de Segovia y Madrid, con 1923 metros sobre el nivel del mar. El collado, uno de los más emblemáticos de este sistema montañoso, forma parte del parque nacional de la Sierra de Guadarrama. Está situado junto al pico homónimo.

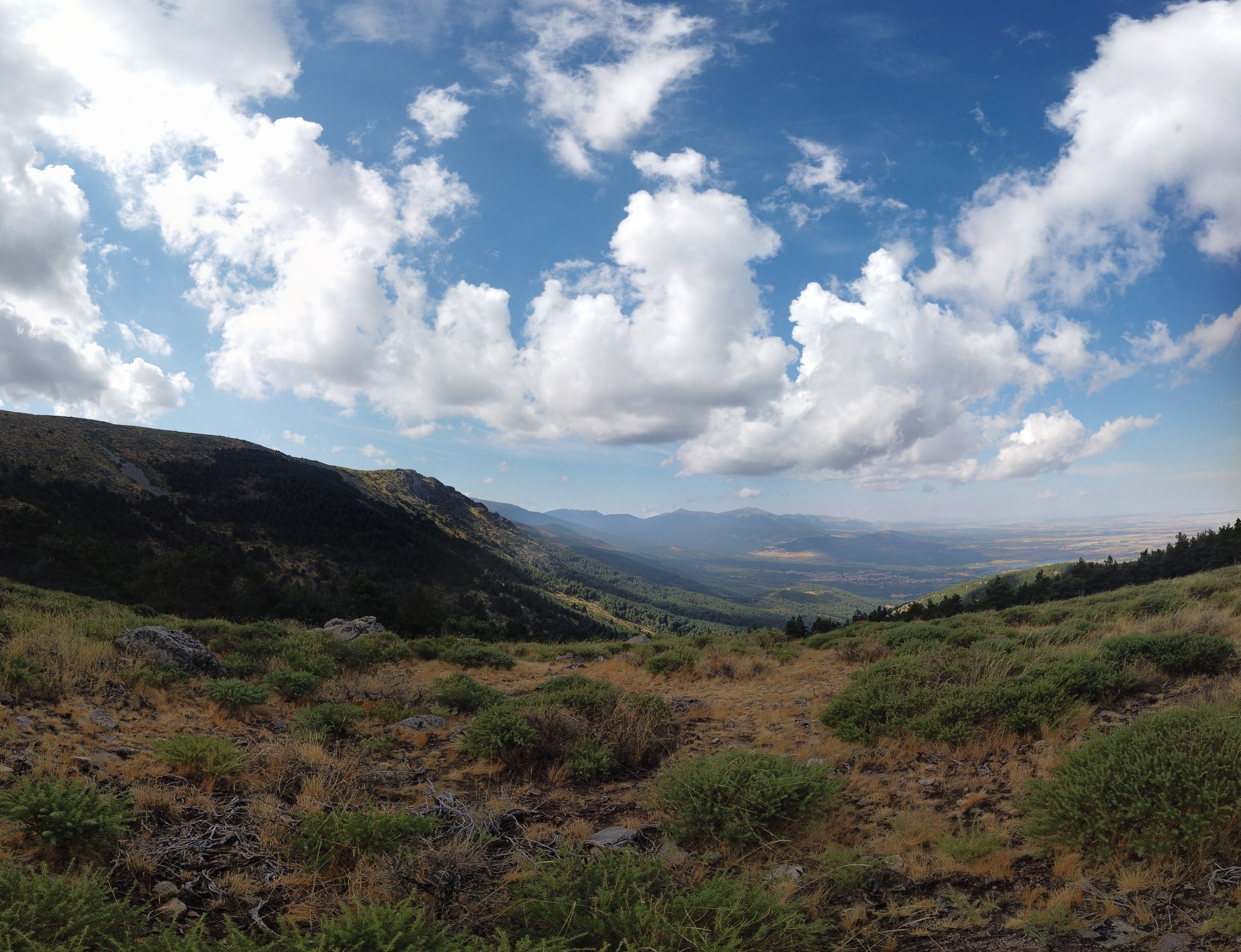
Vista del collado

## Patrimonio

### Geológico
Son de gran valor los mármoles del collado de la Flecha, restos de circo glaciar con procesos periglaciares como canchales y corredores de derrubios, y morfologías de solifluxión. Además, en este collado se encuentra un pliegue tumbado de tamaño métrico de calizas posiblemente el periodo cámbrico, de considerable interés en cuanto a la evolución tectónica varisca de la Sierra de Guadarrama.

### Militar
En el collado y los alrededores existen multitud de trincheras en muy buen estado de conservación y restos en ruinas de búnkeres pertenecientes al Frente del Agua en la guerra civil española, utilizadas por bando sublevado. Existen además restos de munición y metralla, además latas de conserva del momento semienterradas.

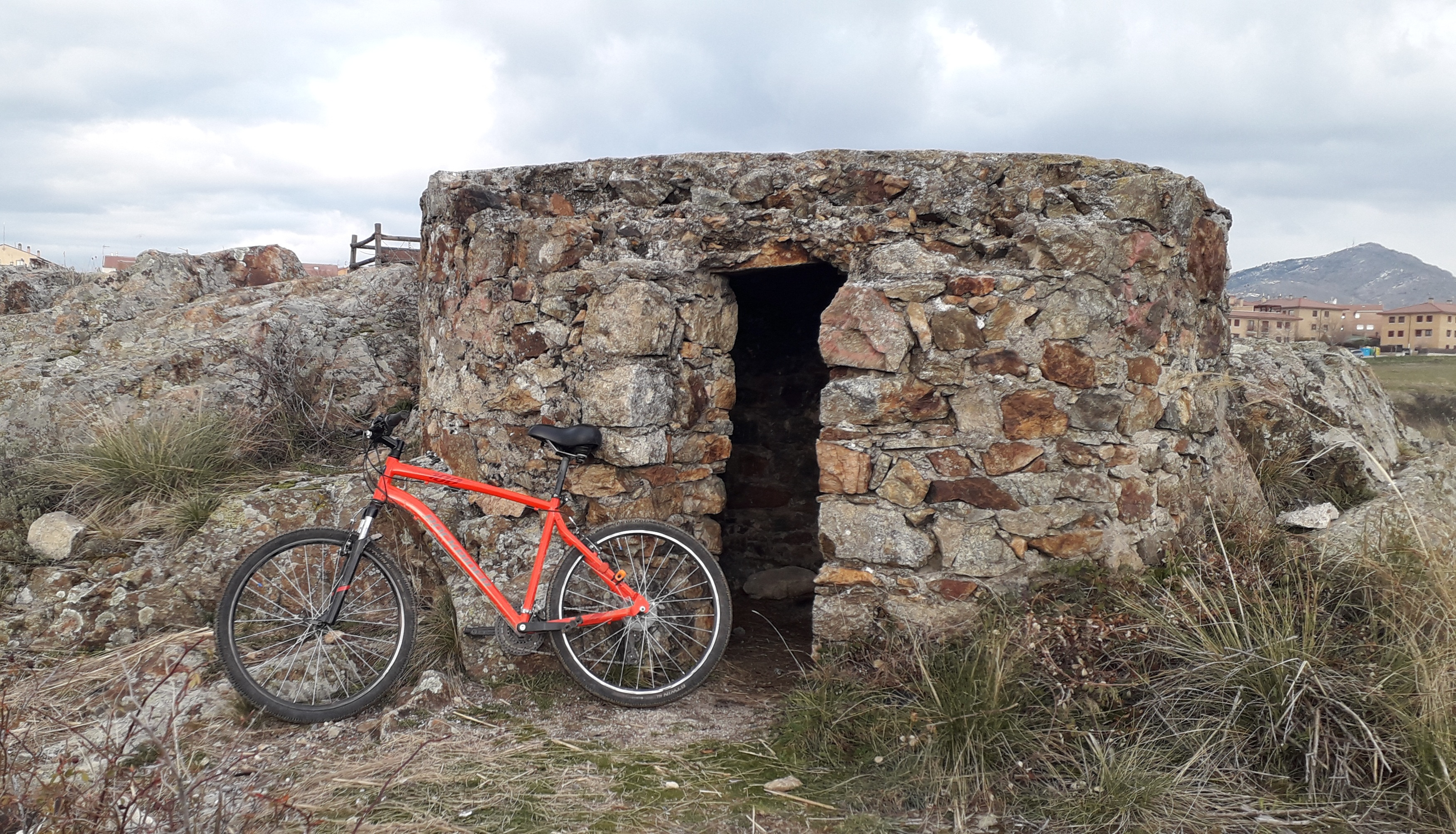
El bien conservado Búnker de Los Barberos en Palazuelos de Eresma sería igual a los edificados en este collado, ahora ruinosos